# .nr
‎.nr‏ دامنه اینترنتی اختصاص داده شده به نائورو (به انگلیسی: Nauru) است.
یکی از دامنه‌های سطح‌بالای کد کشوری است که می‌توان از سایت CenpacNet که ارائه‌کننده خدمات اینترنت می‌باشد به این دامنه با صرف هزینه‌ای  دسترسی پیدا کرد. دامنه NR در سال ۲۰۰۲ توسط فرانک مارتین با استفاده از کدهای سفارشی خاص راه‌اندازی شد.